# Xanten

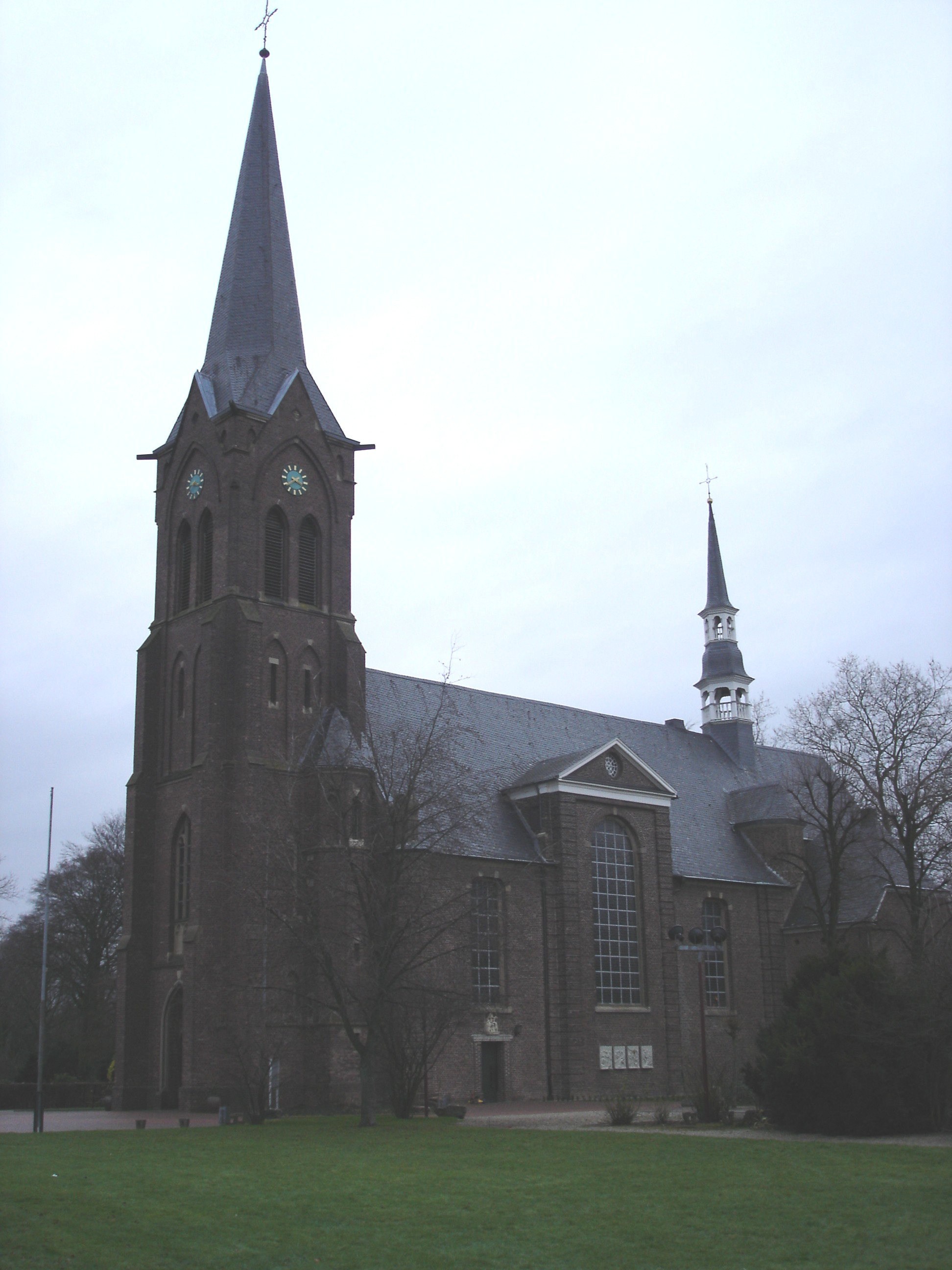
Iglesia de la Asunción en el distrito de Marienbaum.

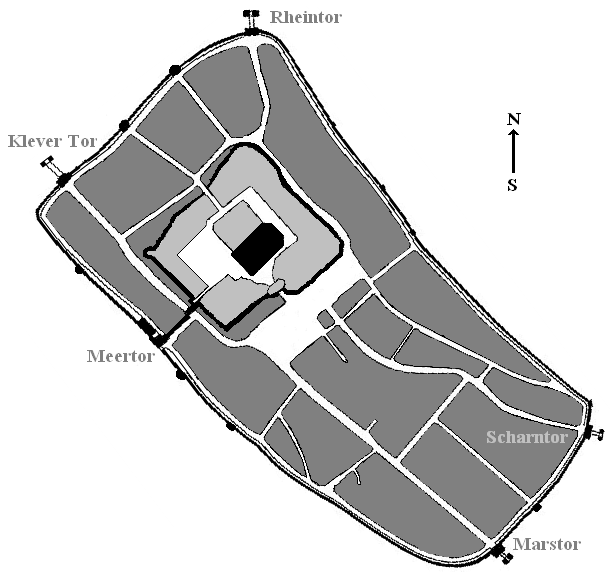
El recinto amurallado del, conocido como "Viktorstift".

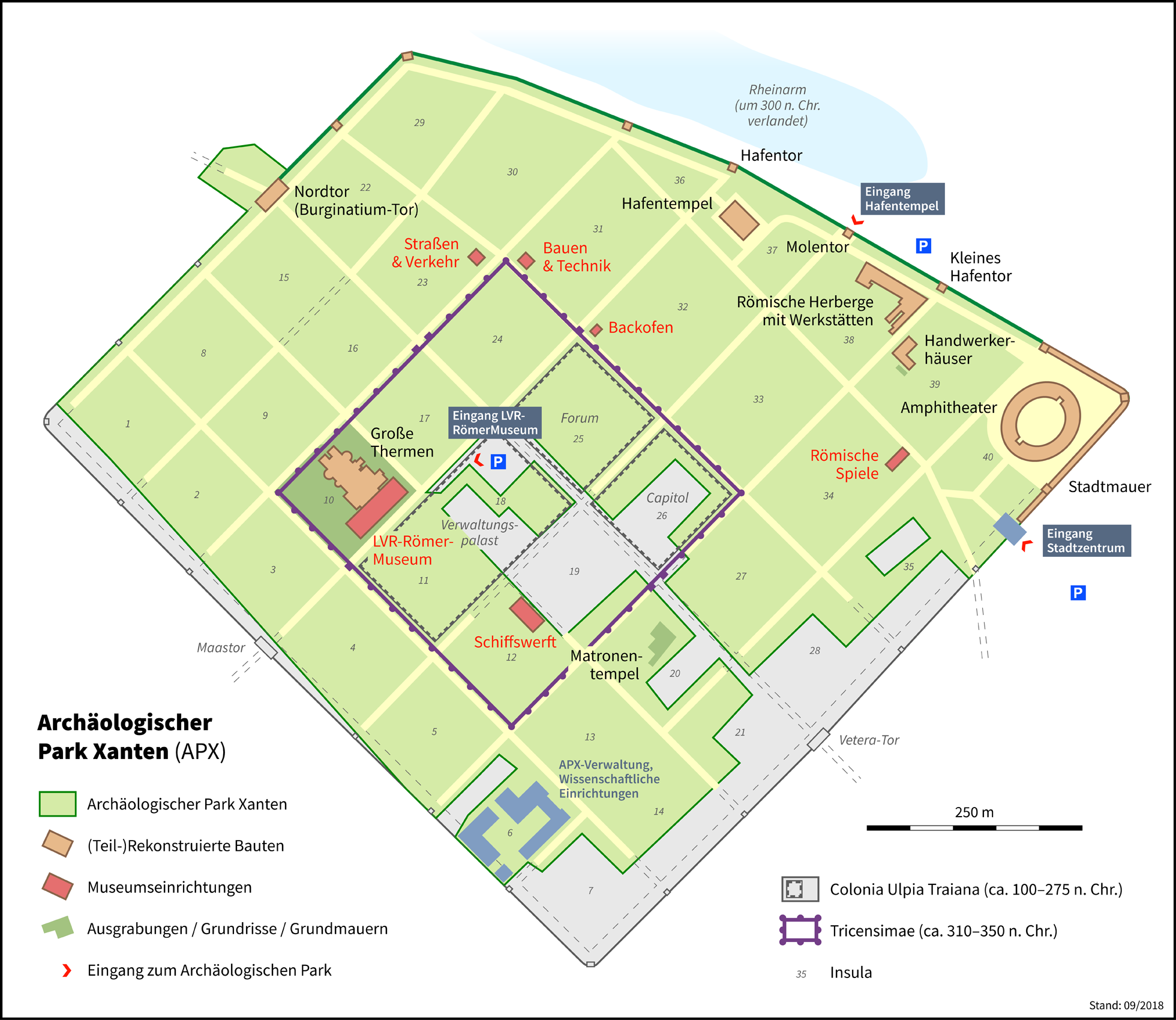
Colonia Ulpia Traiana, Tricensimae y Parque Arqueológico de Xanten

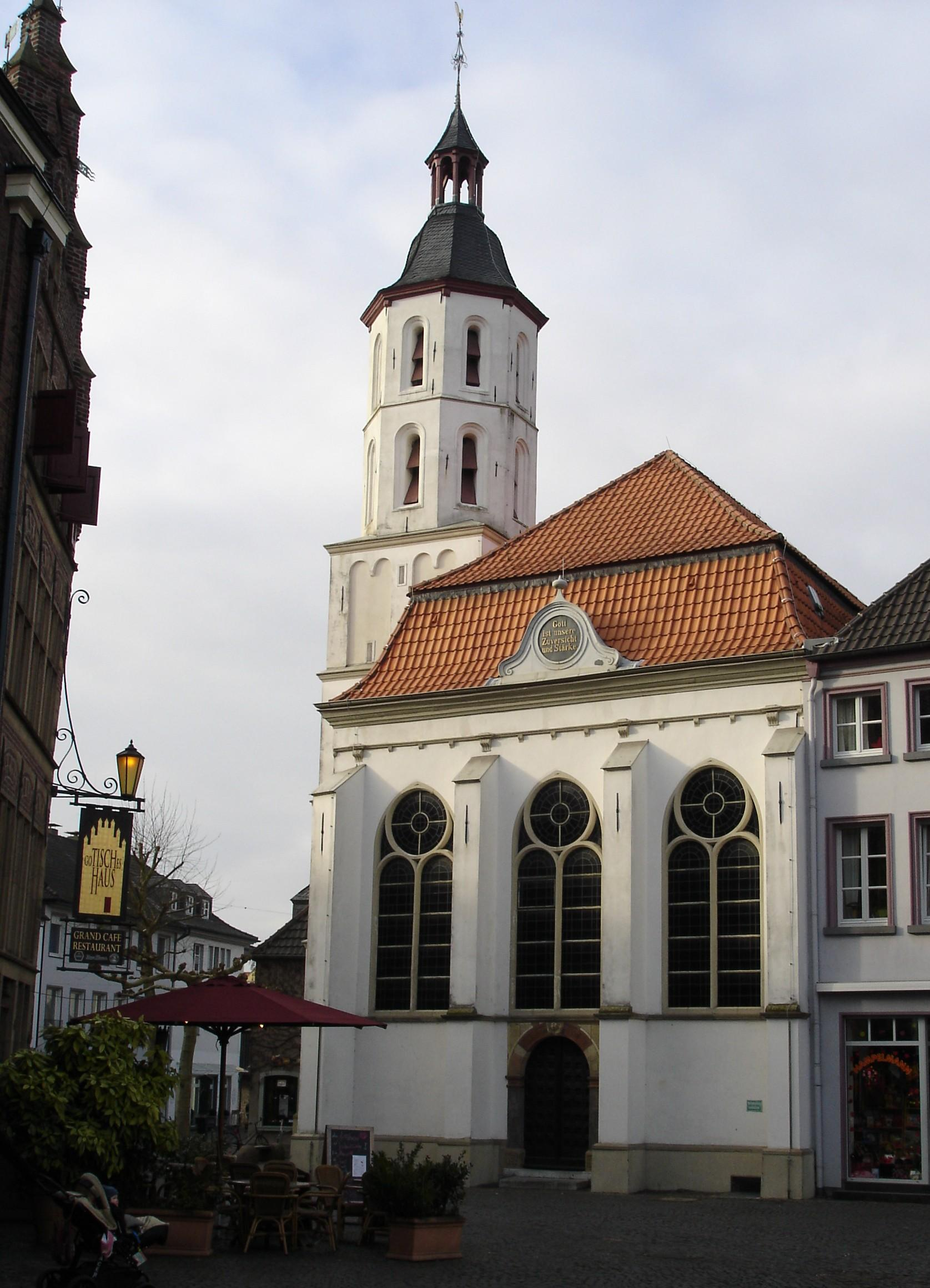
La iglesia evangélica de la plaza mayor

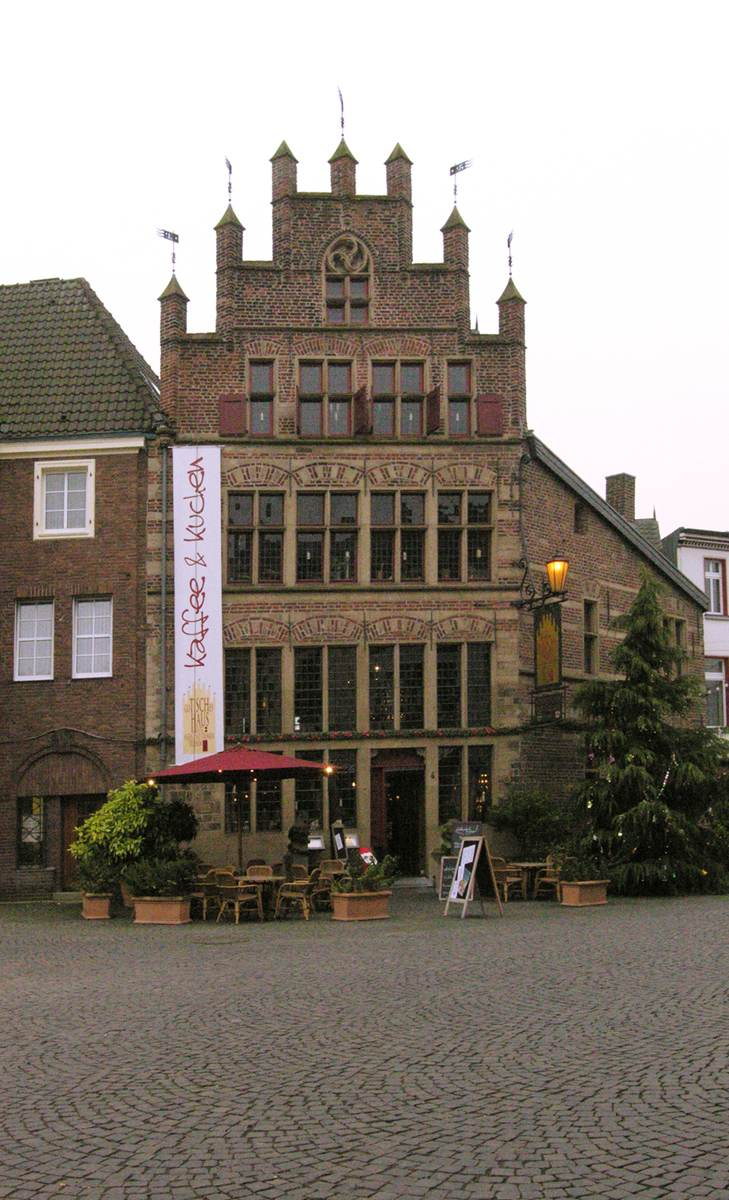
La Casa gótica

La ciudad de Xanten [ksantən] o Santos se encuentra en la parte inferior de la Baja Renania en el noroeste de Renania del Norte-Westfalia y es un municipio de la ciudad del distrito de Wesel y miembro de la Eurorregión Rin-Waal. Proviene su nombre del latín Xanctum por ad Sanctōs = "donde el Santo".
Los pueblos Beek, Birten, Lüttingen, Marienbaum, Mörmter, Obermörmter, Ursel, Vynen, Wardt y Willich pertenecen a Xanten.
La Xanten como ciudad de romanos, de catedrales, evoca una historia de más de 2000 años. Sus orígenes se encuentran en el establecimiento de Castra Vetera y Colonia Ulpia Traiana durante el Imperio romano y sigue con la fundación del Monasterio de San Víctor de Xanten en el siglo VIII. Tras la apertura del Parque Arqueológico de Xanten y del Centro de Recreación de Xanten en 1988, Xanten fue el primer lugar de reposo reconocido como tal en el distrito de Düsseldorf.

## Geografía
Xanten, la única ciudad en Alemania cuyo nombre comienza con equis ("X"), está situada a 51° 39′ 44″ de latitud norte y a 6° 27' 14" de longitud este en el Niederrheinisches Tiefland, 35 km al noroeste de Duisburg.

## Historia

### Prehistoria

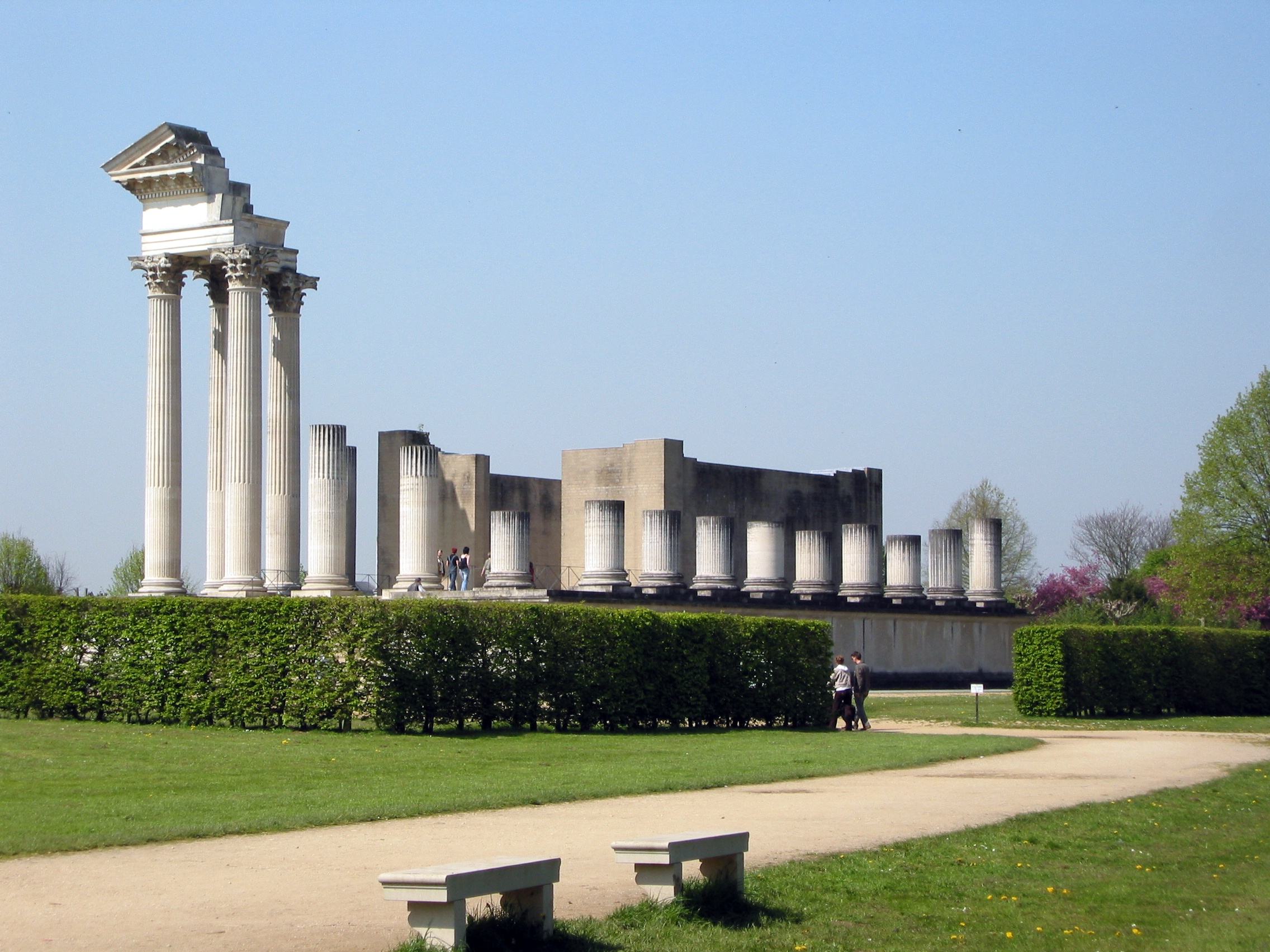
Ruinas de la antigua Colonia Ulpia Traiana

La primera evidencia de vida humana en la actual zona urbana está representada por las hachas de madera encontradas en la zona de Obermörmter de las postrimerías del Mesolítico. 

### Colonización romana
En el 13/12 a. C. fue fundado el castrum romano Castra Vetera cerca de la hoy pedanía de Birten.

### Edad Moderna
Villa del Ducado de Cléveris, fue ocupada por tropas españolas en 1598, en 1614 durante la crisis de la sucesión de Juliers-Cléveris firmándose el Tratado de Xanten y en 1641 por los ejércitos de Hesse-Kassel.

### Sitios de interés

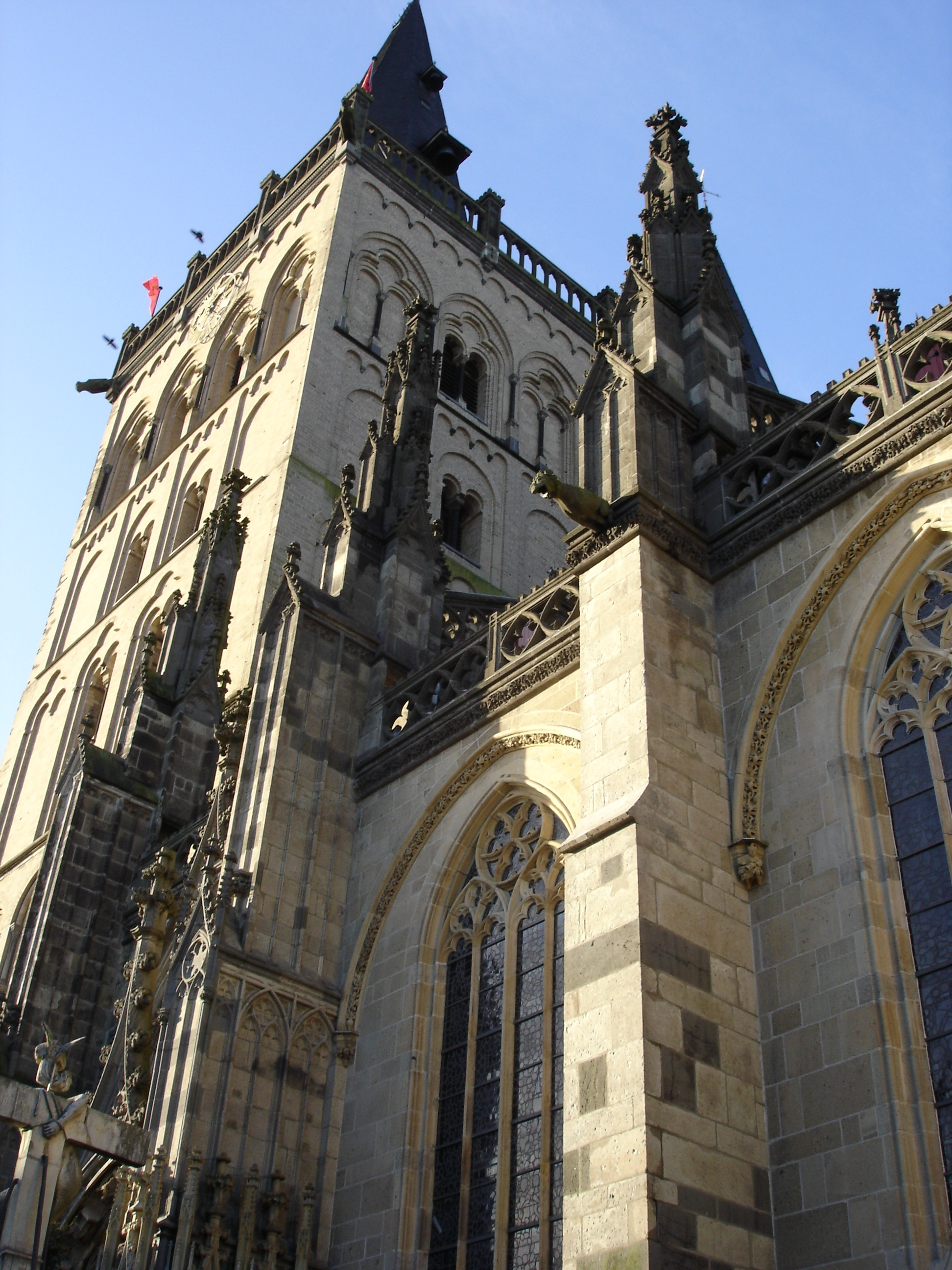
Torres de la catedral de Xanten

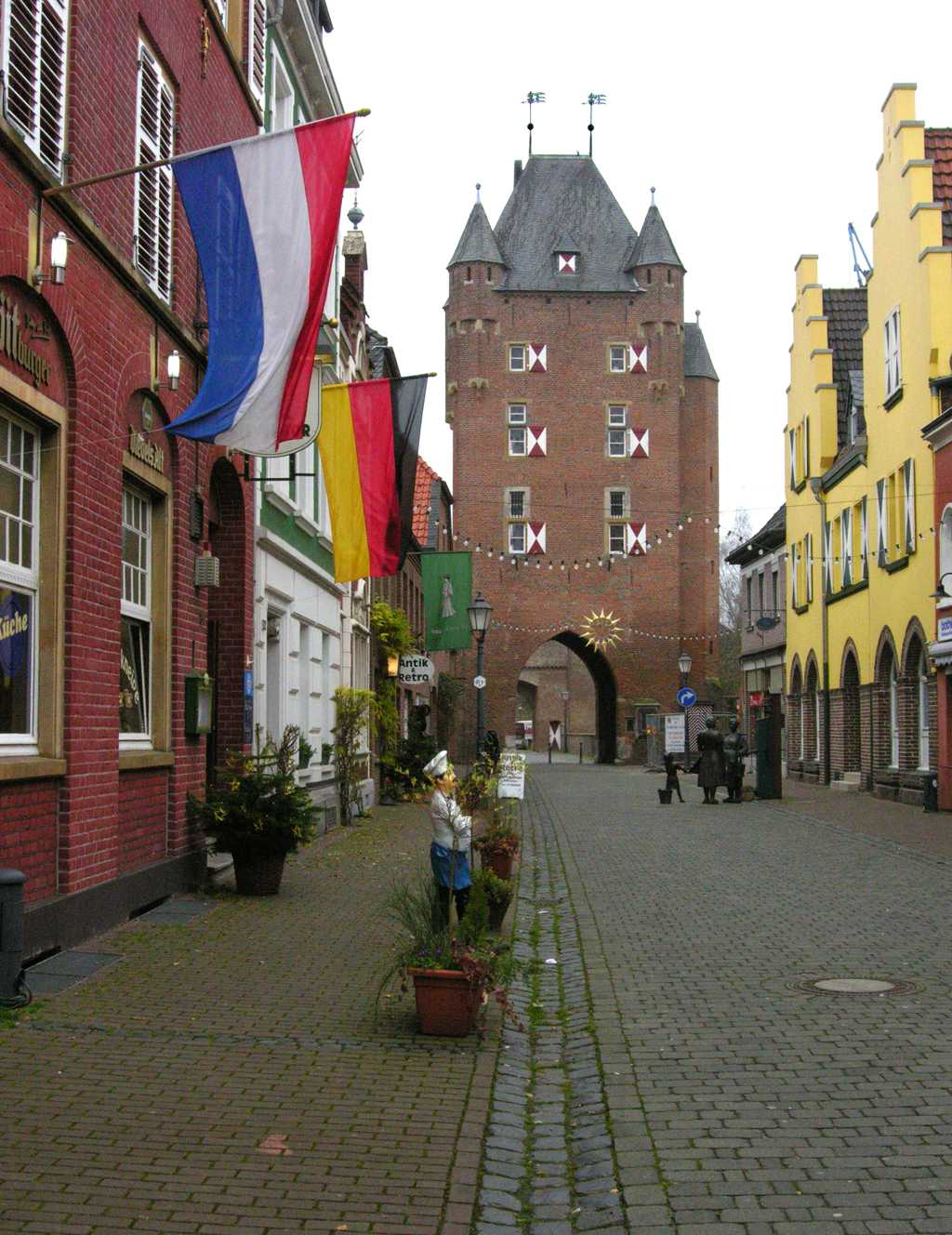
La Klever Tor en el lado norte de la antigua muralla

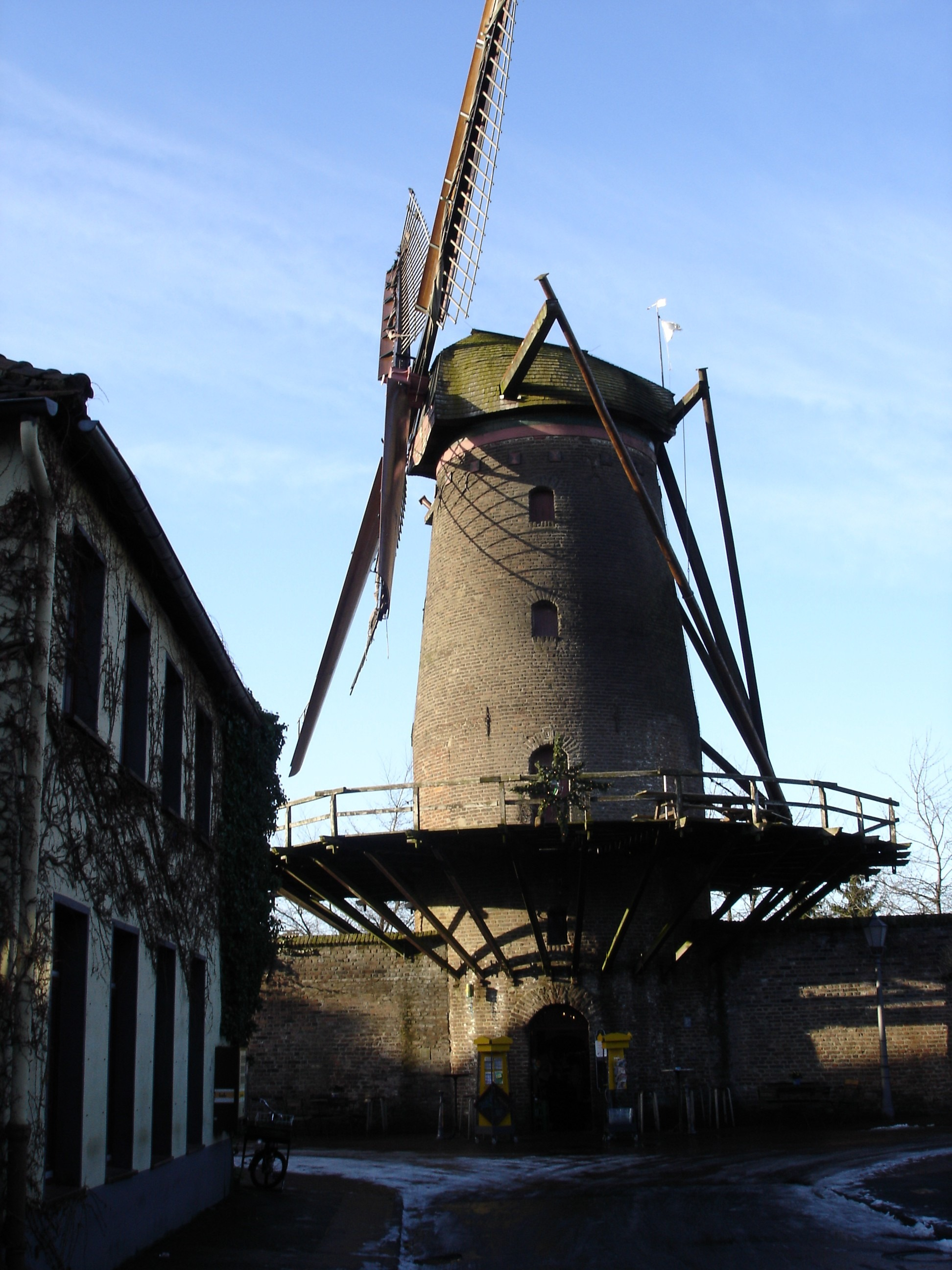
El molino "Kriemhild"

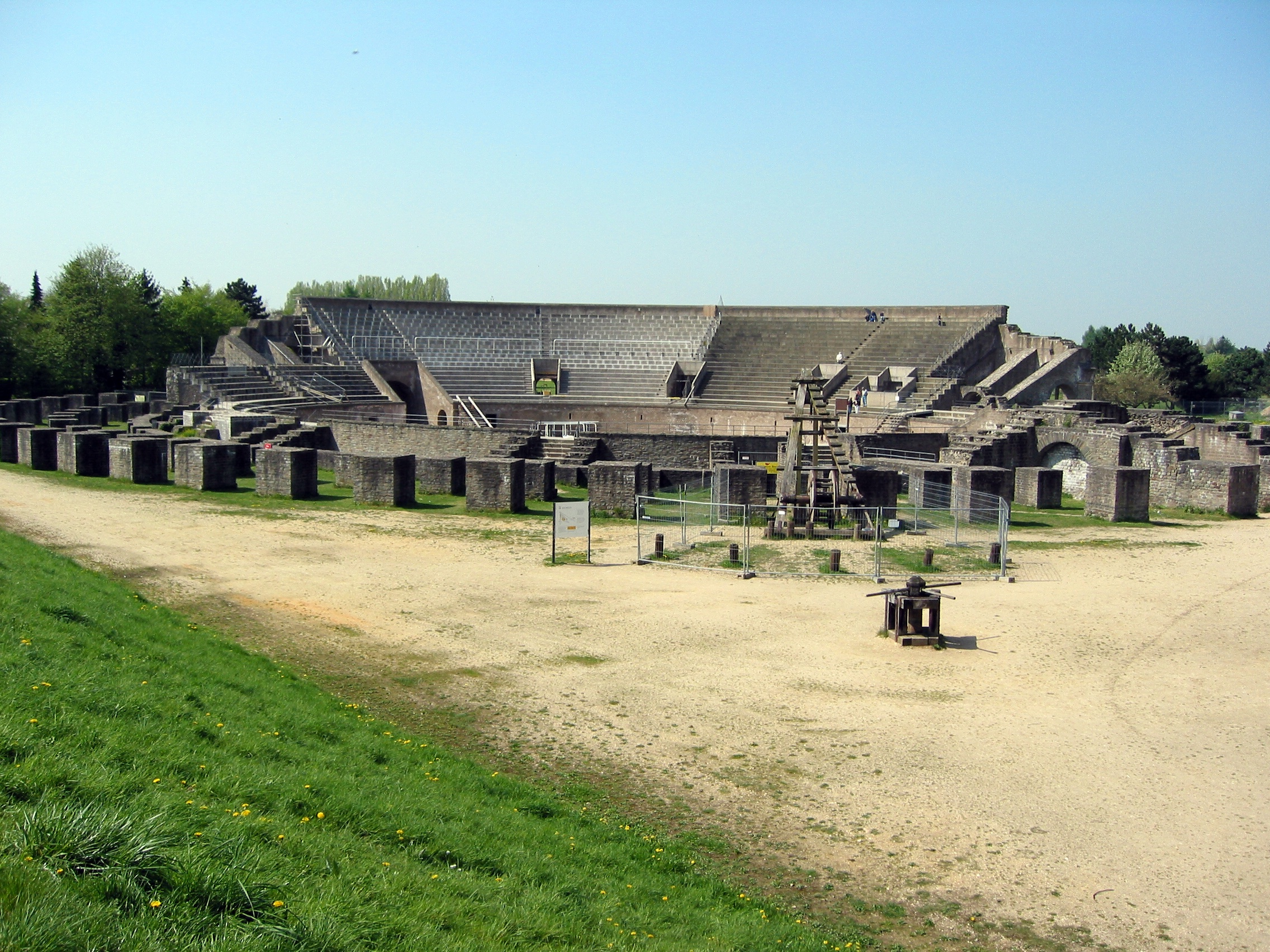
Teatro del Parque arqueológico de Xanten

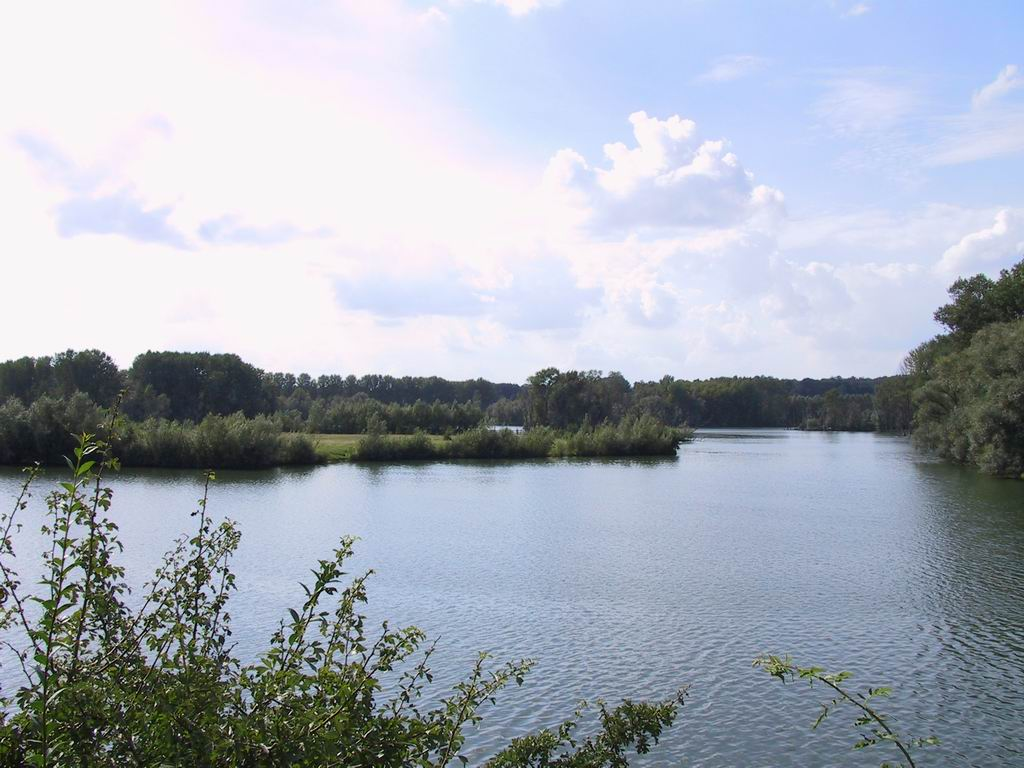
La reserva natural de la isla Bislicher

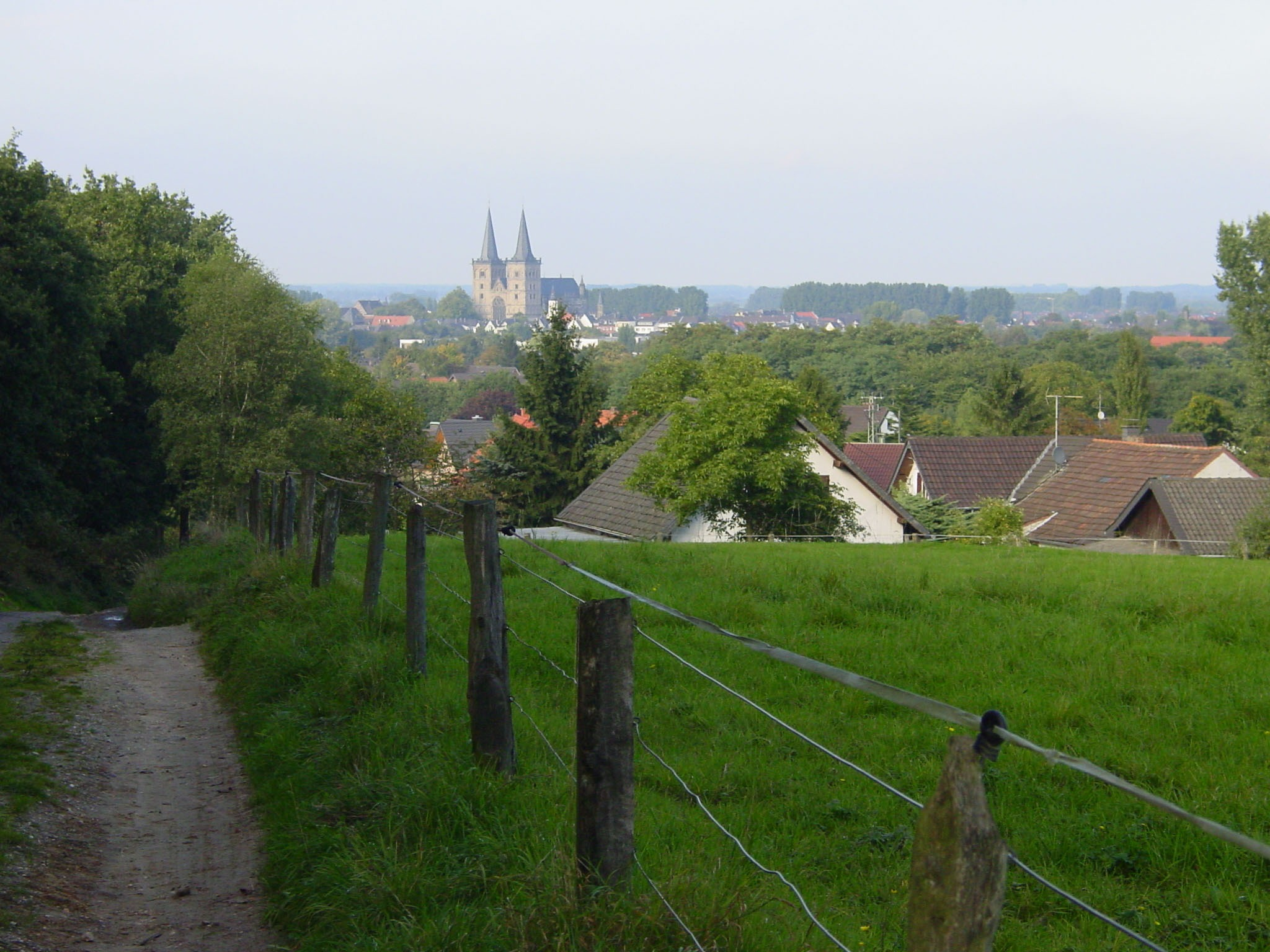
Vista de Hees en Xanten

## Población
La población es de 21 586 habitantes (datos del año 2006).

## Política
En 1999 fue elegido alcalde Christian Strunk (CDU), y reelegido por el período 2004-2009.

## Heráldica

Escudo
de la ciudad de Xanten

## Personajes

### Ciudadanos de honor
- 1926, Langenberg (†), pastor
- 1928, Günter van Endert († 1958), político
- 1960, Heinrich Hegmann († 1970), político
- 1962, Margarete Underberg († 1986), empresaria
- 1963, Matthias Kempkes († 1964), pastor
- 1977, Walter Bader († 1986), arqueólogo
- 1999, Heinz Trauten, político

### Hermanos e hijos de la ciudad
- 1080/85, Norbert von Xanten († 1134)
- 1230, Gottfried Hagen († 1299)
- 1767, Philipp Houben († 1855)
- 1794, Diederich Franz Leonhard von Schlechtendal († 1866)
- 1828, Georg Bleibtreu († 1892)
- 1829, Johannes Janssen († 1891)
- 1853, Leopold Wilhelmi († 1904)
- 1885, Heinrich Hegmann († 1970)
- 1929, Kaspar Elm
- 1935, Reinhart Maurer
- 1952, Karl Timmermann
- 1958, Klaus Evertz
- 1963, Klaus Girnus
- 1969, Anne Gesthuysen
- 1974, Dorothe Ingenfeld